# 纽约论坛报
《纽约论坛报》（英語：New-York Tribune）是一份美国报纸，1841年由霍勒斯·格里利创立。从19世纪40年代至60年代，该报为美国辉格党和共和党的主要报纸。1924年，《纽约论坛报》与《纽约先驱报》合并为《纽约先驱论坛报》。德国哲学家马克思和恩格斯曾为《纽约论坛报》在欧洲的主要撰稿人。